# Iguanodon galvensis

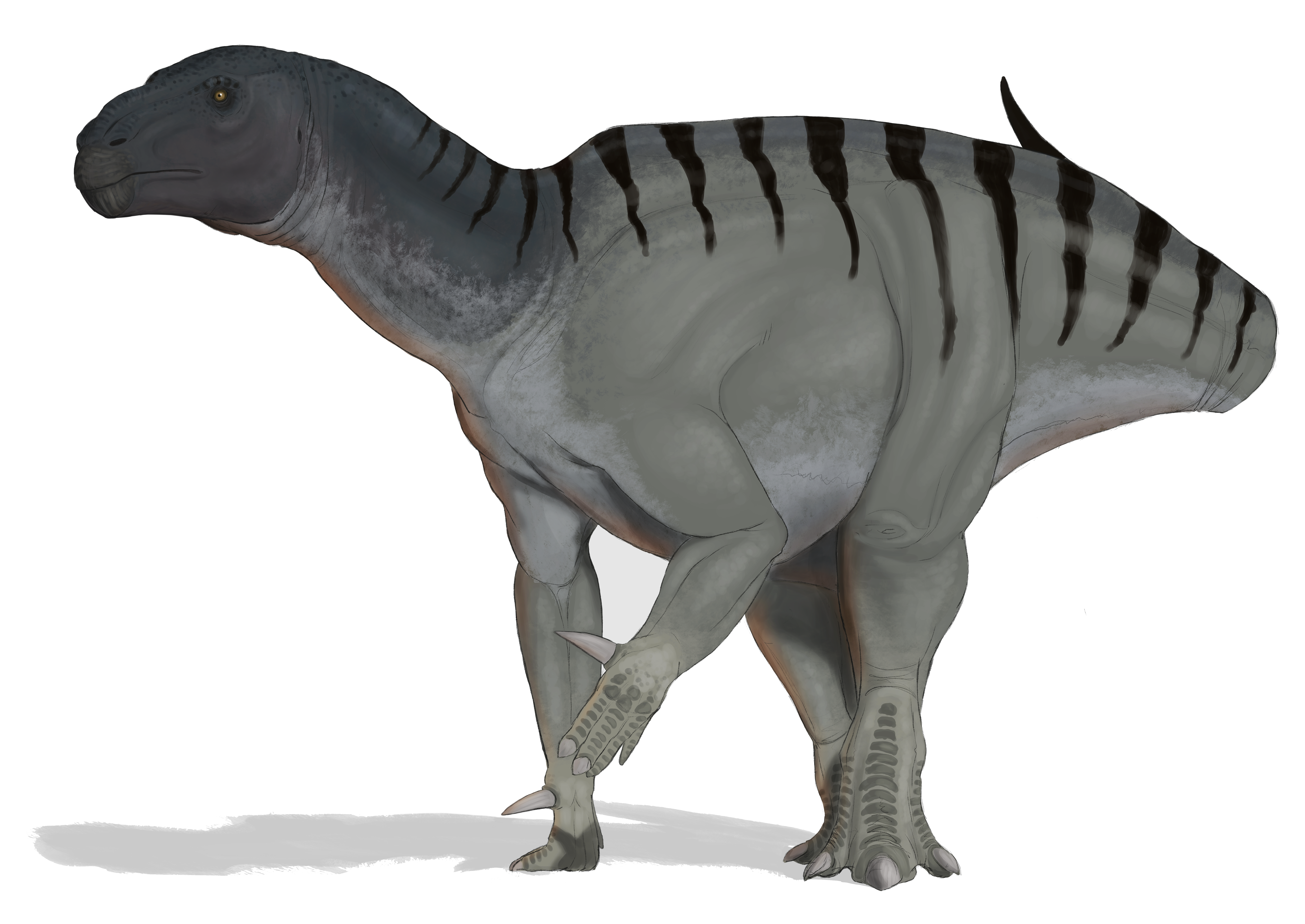
I. galvensis.

Iguanodon galvensis es una especie del género extinto Iguanodon (gr. "diente de iguana"), de dinosaurio ornitópodo iguanodóntido, que vivió a principios del período Cretácico, hace aproximadamente 130 en el Barremiense, en lo que hoy es Europa. Descrito en 2015, F. J. Verdú, R. Royo-Torres, A. Cobos y L. Alcalá a partir de restos encontrados en la formación Camarillas de España.